# Мезосома
Це стаття про органелу бактерій. Про відділ тіла членистоногих див. Мезосома (морфологія).
Мезосома — гіпотетична органела, знайдена в бактеріях у 1950-х роках. Описувалася як внутрішній виступ цитоплазматичної мембрани, що виникає при формуванні везикул. Ці структури були знайдені у багатьох видах бактерій. Вважалося, що мезосоми грають роль у формуванні клітинної стінки під час поділу клітини, у реплікації хромосом і у перенесенні електронів в енергетичному метаболічному циклі: У мезосомах були знайдені електронні транспортні ланцюжки, вони також вважалися анкером, що зв'язує дочірні хромосоми під час поділу клітини.
Проте, у 1970-х роках було визнано, що мезосоми були артефактами процесу хімічної фіксації бактерій для електронної мікроскопії, і тому фактично не існують в живих бактеріях.
Мезосоми - внутрішньоклітинні мембранні утворення. За морфологічними особливостями розрізняють ламелярні (пластинчасті), везикулярні (мають форму пухирців) тубулярні (трубчасті) мезосоми. Часто в бактеріальній клітині спостерігаються мезосоми змішаного типу Мезосомний комплекс обмежений інвагінацією ЦПМ мішковидної форми, містить розгалужені внутрішні трубочки, пластинчасті мембранні елементи і тісно закручений в клубок трубчастий. виріст. Трубчастий виріст і другі елементи мезосоми з'єднані із зовнішньою мембраною.